# 147 Protogeneja
147 Protogeneja (mednarodno ime 147 Protogeneia) je velik in zelo temen asteroid tipa C v glavnem asteroidnem pasu. 

## Odkritje
Asteroid je odkril madžarski astronom Lipót Schulhof (1847 – 1921) 10. julija 1875.
Poimenovan je po Protogeneji iz grške mitologije.

## Lastnosti
Asteroid Protogeneja obkroži Sonce v 5,55 letih. Njegova tirnica ima izsrednost 0,034, nagnjena pa je za 1,935° proti ekliptiki. Njegov premer je 132,93 km, okoli svoje osi pa se zavrti v 7,853 h . 
Ker je asteroid zelo temen, ima verjetno na površini preproste ogljikove spojine.